# 사채꾼 우시지마 (드라마)
《사채꾼 우시지마》(일본어: 闇金ウシジマくん)는 일본 마나베 쇼헤이의 만화 《사채꾼 우시지마》를 원작으로 마이니치 방송이 제작하는 드라마이다.

## 주요 인물

### 카우카우 파이낸스
- 우시지마 가오루 (인년 24) - 야마다 타카유키
- 에자키 타카아키 (인년 24) - 야베 쿄스케
- 타카다 - 사키모토 히로미
- 오오쿠보 치아키 - 카타세 나나 (Season1)
- 사유리 - 사이죠 루리 (Season1)
- 코베 마야 - 쿠보테라 미즈키 (Season2)

### 우시지마의 관계자
- 오오하라 쇼이치 - 토쿠이 유
- 오오하라 걸스 - 타츠미 유이, 이스즈, 유즈모토 사키
- 뉴 오오하라 걸스 - 이케다 나츠키, 스즈키 사키, 카미야 마유
- 이누이 - 아야노 고 (Season2-3)

## Season1 인물

### 에로리아노
- 미즈키 - 카스미 리사
- 안나 - 요코야마 미유키
- 모코 (본명: 하야마 토모코) - 키자키 제시카
- 점원 - 타케시타 카진
- 점장 - 모테기 코지

### 에로리아노 디럭스
- 유카리 - 노마 레이 (제8 - 9화)
- 아사미 - 겐카쿠 유코 (제8 - 9화)
- 점장 - 스기야마 히코히코 (제8 - 9화)

### 미즈키의 손님들
- 누마타 - 야마모토 히로시
- 마루야마 미츠오 - 히라타 미노루
- 사노 - 우에다 히데카즈

### 채무자
- 이케다 노부히코 - 오노우에 히로유키 (제1화)
- 모리야마 켄스케 - 아오야기 루이토 (제1 - 3화)
- 무라타 쿠미코 - 야시로 미나세 (제1 - 3화)
- 사카모토 - 미츠이 젠츄 (제1, 3화)
- 호스테스에 빠진 남자 - 사카모토 치아키 (제1화)
- 카야마 시게코 - 카미야 미우 (제1, 2화)
- 모리시타 타쿠 - 카토 카즈키 (제3 - 5화)
- 에구치 - 하시모토 아츠시 (제3 - 5화)
- 미야가와 - 안도 히로키 (안도 히로키오) (제4, 5화)
- 이나바 - 스기하라 이사무 (제4, 5화)
- 요시다 테루코 - 오노 아츠코 (제4, 5화)
- 코보리 유타카 - 나카무라 야스히 (제4 - 9화)
- 이타바시 세이 - 야마나카 타카시 (제4 - 9화)
- 아다치 마사오 - 사카이 토시야 (제8, 9화)

### 기타
- 하시츠메 변호사 - 사카타 마사노부
- OL 리더 - 아카자와 무크 (제2, 3화)
- No.2 OL - 오가와 린 (제2, 3화)
- OL - 아마미 츠바사 (제2, 3화)
- 호시미야 사장 - 이시이 마사토 (제4, 5화)
- 네코타니 사장 - 토모미츠 코타로 (제4, 5화)
- 코보리 유코 - 히로사와 소 (제6 - 9화)
- 요시노리 - 아라키 히로후미 (제5 - 8화)
- 카니에 - 하쿠젠 사토시 (제5 - 8화)
- 노무라 - 시게미 마사타카 (제5 - 8화)
- 톤다 - 시라토리 츠바사 (제5 - 8화)
- 사기사키 사장 - 아리조노 요시키 (제5 - 8화)
- 파견의 아이 - Nina (제6, 8화)
- 타누키 - 시마즈 켄타로 (제8 - 9화)
- 시시 쿠라 - 카가야 케이 (제8화)
- 테루키 - 타키 나오키 (최종화)
- 스구루 - 요네하라 코스케 (최종화)

## Season2 인물

### 채무자
- 나카타 히로미치 - 이리에 진기
- 줄리아 - 사사키 마이
- 오오타 하루코 - 아사히나 아카리
- 우츠이 유이치 - 나가노 무네노리
- 모리시타 - 카나야 마사요시

### 기타
- 하야토 - 타케다 코헤이
- 파피코  - 사쿠라 마나
- G10(고토) - 후지모토 료
- 모리타 키미노리 - 미사와 료스케
- 하부 - 미나미 스구루
- 유카 - 이나가와 나츠메
- 사만사 - 우치다 시게
- 케이지 - 토쿠야마 히데노리
- 우츠이 부부 - 미야카와 히로아키, 시마 히로코

### 게스트
제1화
- 이치세이 (뉴 로만사 No.1 호스트) - 아오야기 타카야
- 하시모토 (우츠이의 초등학교 시절 동급생) - 이시다 고타
- 미즈노 유카 (하시모토의 아내, 우츠이의 동급생) - 이토 마미코 (초등학생 시대: 사사가와 유리카)
- 리에 (뉴 로만사 고객) - 타가 카나미 (제8화)
- 이브 (뉴 로만사 고객) - 요시카와 마리아
- 유나 (뉴 로만사고객) - 나나우미 나나
- 케츠모치들 - 토미나가 류, 츠츠미 타카히로, 타키자와 슈이치 (마신간즈) (제2, 8화)

제3화
- 선술집의 선배 - 오시노 다이치 (제4 - 5화)
- 모모카 (파피코 모델 동료) - 마치코 (제4 - 5화)
- 마키 - 쿠로세 시오리 (제4화)
- 유마 - 우에다 쿄헤이 (제6, 8화)
- 요지 - 오리베 하루 (제7, 8화)
- 나나 - 닛타 유리코 (제6화)
- 정찰되는 여자 - 카가와 사야

제4화
- 오노 (판매회사 사장) - 이와모토 준 (제5, 7화)
- 아사쿠라 (줄리아 아르바이트의 선배) - 이와사와 아키노리 (제5화)
- 울부 짖는 집주인 - 타카하시 오사무
- 브라보 후타코타 마가와 (웃음 연예인) - 니시호리 료 (마신간즈) (제8화)
- 니챤 (모리시타의 오빠) - 오오시로 리키
- 우에하라 유 (여배우) - 유키 마코토 (제5화)

제5화
- 코 (게스트 하우스 관리인) - 에미리 (제6, 최종화）
- 게스트 하우스 소유자 - 니시 고이치로
- 카지노의 점원 - 코모리 노리히토 (제6 - 7화)
- 외치는 허브의 손님 - 이노토 후미

제6화
- 요시나가 미요코 (파칭코 의존증) - 카메타니 사야카 (제7화)
- 변호사 - 요코야마 토시히코
- 미요코의 파칭코 동료 - 이마이즈미 아마네, 요시이 아키코

제7화
- 노숙자의 선생님 - 키리타니 타케시
- 노숙자 - 사이토 가쿠

제8화
- 스미타 - 미즈노 토모노리
- 하세가와 - 마에카와 마사유키
- 론털의 소유자 - 쿠가 마키토

최종화
- G10의 여자친구 - 스기야마 히카리
- 아오타 - 코노 마사유키

## 오리지널 드라마 인물

### 채무자
- 모로호시 신야  - 아키야마 류지(로버트)

### 기타
- 이마이 - 기타로
- 신조 유키 - 치바 유다이
- 키무라 - 카구라자카 메구미
- 미사 - 이와사 마유코
- 네 즈미노루 - 야나기 슌타로

## Season3 인물

### 채무자
- 우에하라 마유미 - 미츠무네 카오루
- 오세 후미 - 혼다 치카라
- 유키 미나 - 사사키 코코네
- 유키 에미코 - 코다 리리
- 우에하라 미유키 - 콘노 아유리
- 가와사키 - 무통 이토
- 테루미 - 우스이 사류
- 카시와기 - 오시오 고우
- 마루야마 - 히라타 미노루
- 노노아 - 코세타 마유
- JP - 후쿠야마 쇼다이

### 기타
- 신도 다이도 - 나카무라 토모야
- 테시가하라 - 미타 마오
- 우에하라 시게노리 - 나구라 우쿄
- 우에하라 히로코 - 무토 레이코
- 카즈야 - 이타바시 슌야
- 하시모토 - 젠틀
- 이노 - 노자와 켄트
- 토키 - 미즈마 론
- 선장 - 나카지마 고키
- 하야마 토모코 - 키자키 제시카
- 줄리아 - 사사키 마이
- 고개의 메아리 대표 마루이 - 니시 요스케
- K - 카나다 세이치로
- 뉴리치 - 가와구치 사토루, 사카이 다카히로, 콘노 후쿠타, 오노 미츠루
- 타이가 - 사이토 잇페이

### 라이노론
- 사이바라 아카네 - 타카하시 메리준
- 무라이 - 마키타 스포츠

## 파생작 쇼트 드라마
2010년 10월부터 실사 드라마 제작위원회가 제작한 다음 호리에 다카후미가 주연하는 파생작 쇼트 드라마 《후토캬쿠 h.의 에로리아노 매일(太客h.のエロリアーノな毎日)》이 실사 드라마와 연동하는 형태에서 제작 된 니코니코 채널에서 인터넷 방송된다 (전 3화, 1화는 3개의 에피소드로 구성된다).
2014년 1부터 파생작 쇼트 드라마 Season2 《후토캬쿠 h. 귀환 인사와 꿈의 대모험(太客h. 帰還の挨拶と夢の大ぼうけん)》이라는 제목 니코니코 채널에서 수시로 인터넷 방송된다 (전 9화).

### 인물
- 후토캬쿠 h.- 호리에 다카후미
- 안나 - 요코야마 미유키
- 미즈키 - 리사 카스미
- 모코 - 키자키 제시카